# Vitis yunnanensis
Vitis yunnanensis — це вид ліан із сімейства виноградових, що походить із китайської провінції Юньнань. Росте у лісі та зустрічається на висоті від 500 до 1800 м над рівнем моря. Плодоносить у серпні.